# 广州市第八十六中学
广州市第八十六中学是位于中国广东省广州市黄埔区的公立完全中学，于1956年创立，为广东省一级中学。